# Choose Your Own Adventure
Choose Your Own Adventure (CYOA) est une collection de livres-jeux pour enfants écrite à la seconde personne, où le lecteur joue le rôle du protagoniste et prend des décisions qui déterminent les actions du principal personnage et le résultat de l'intrigue.
La collection s'inspire de la collection Adventures of You créée par Edward Packard (en), publiée par Vermont Crossroads Press, et inaugurée par le livre Sugarcane Island en 1976.
Choose Your Own Adventure, alors éditée par Bantam Books, était une des collections de livres pour la jeunesse les plus populaires pendant les années 1980 et 1990, vendue à plus de 250 millions d'exemplaires entre 1979 et 1998.
La collection est par la suite relancée par Chooseco (en) qui possède actuellement les droits sur la marque déposée CYOA. Chooseco n'a pas réédité les titres de Packard ; celui-ci a créé sa propre collection pour les rééditer, U-Ventures.

## Publications en français
Une trentaine d'ouvrages ont été traduits en français, par les éditions Pélican, Héritage et du Livre de poche. Les éditions Chanteclerc ont publié une collection « Choisis ton aventure » mais il s'agit de traductions de la collection « Twistaplot » de Scholastic.